# Pre League (damer)
Pre League är den näst översta serien i volleyboll för damer i Grekland. 
Serien består av tolv lag. Det lag som vinner serien kvalificerar sig för Volley League. Lag 2-5 spelar kval. Det lag som vinner kvalet kvalificerar sig också för Volley League. Serien har funnits i sin nuvarande form och under nuvarande namn sedan 2017. Då ersatte den Α2 Εθνική Κατηγορία (ungefär nationella kategorin A2) som sedan dess är namnet på den tredje högsta serien. Före 1988 kallades serien B Εθνική Κατηγορία (ungefär nationella kategorin B), en serie som skapades 1982.